# 宣元至本经

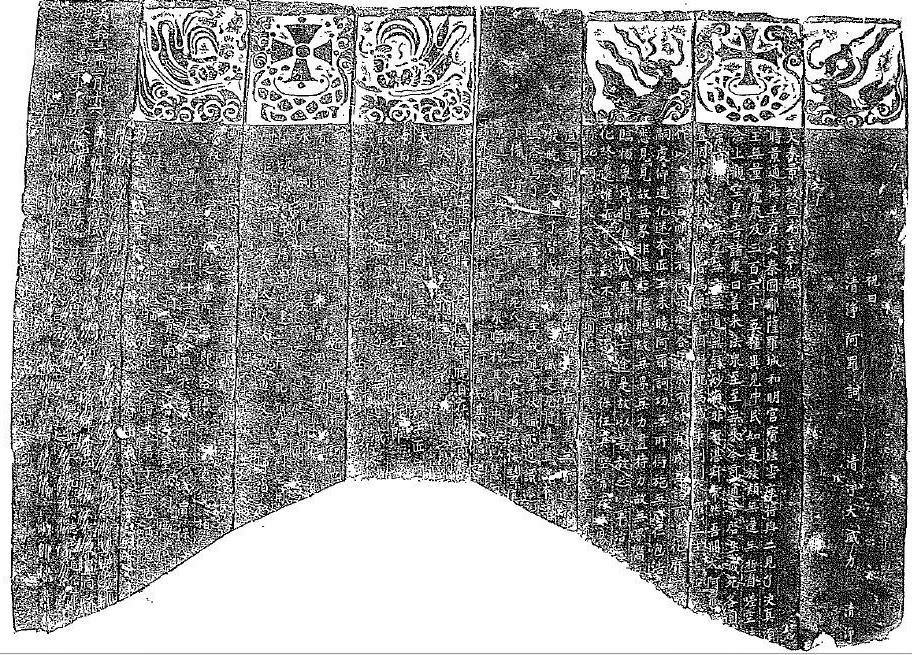
《大秦景教宣元至本經》經幢拓片

被称为宣元至本经的敦煌文书共有两件，一为《大秦景教宣元本经》，一为《大秦景教宣元至本经》。前者名称亦为《宣元至本经》，抄经时误漏一字，近年出土的唐代文物“大秦景教宣元至本经经幢”证明了此文书的真实性。后者被称为小岛文书，为近代伪作。
《大秦景教宣元至本经》为残卷，只有30行，420字，卷末署“开元五年十月廿六法徒张驹传写于沙州大秦寺”。《宣元至本经》文通篇论“道”，如“妙道能包含万物之奥道者”，“妙道生成，万物囊括”，“圣道冥通，光威尽察”等等，并无景教教义。《中国景教》一书作者朱谦之认为《宣元至本经》是伪作，是道教信徒所作以注释《老子道德经》。

## 畫廊

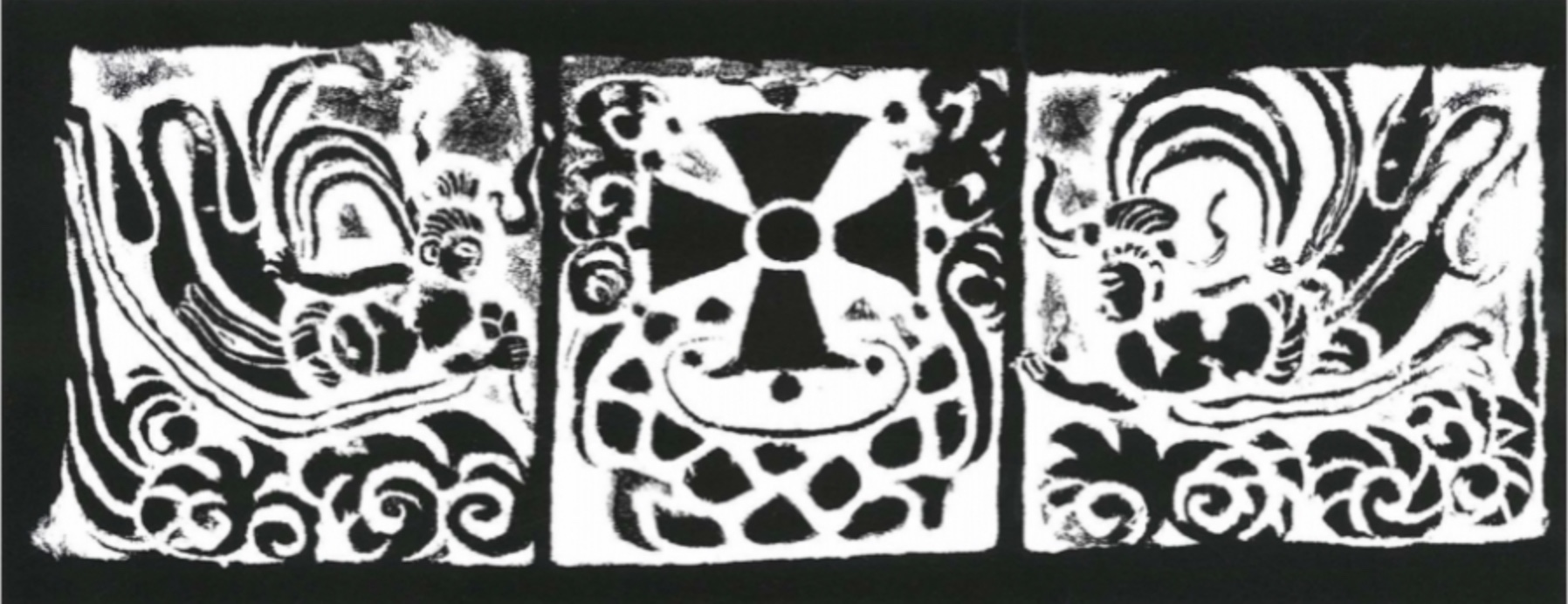
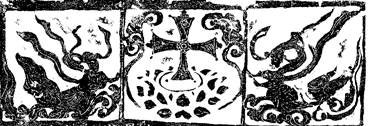
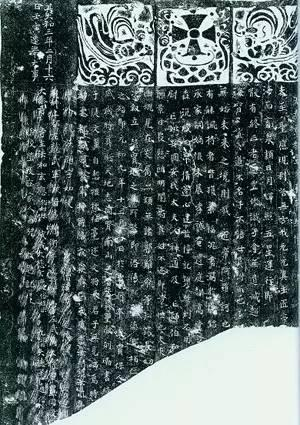
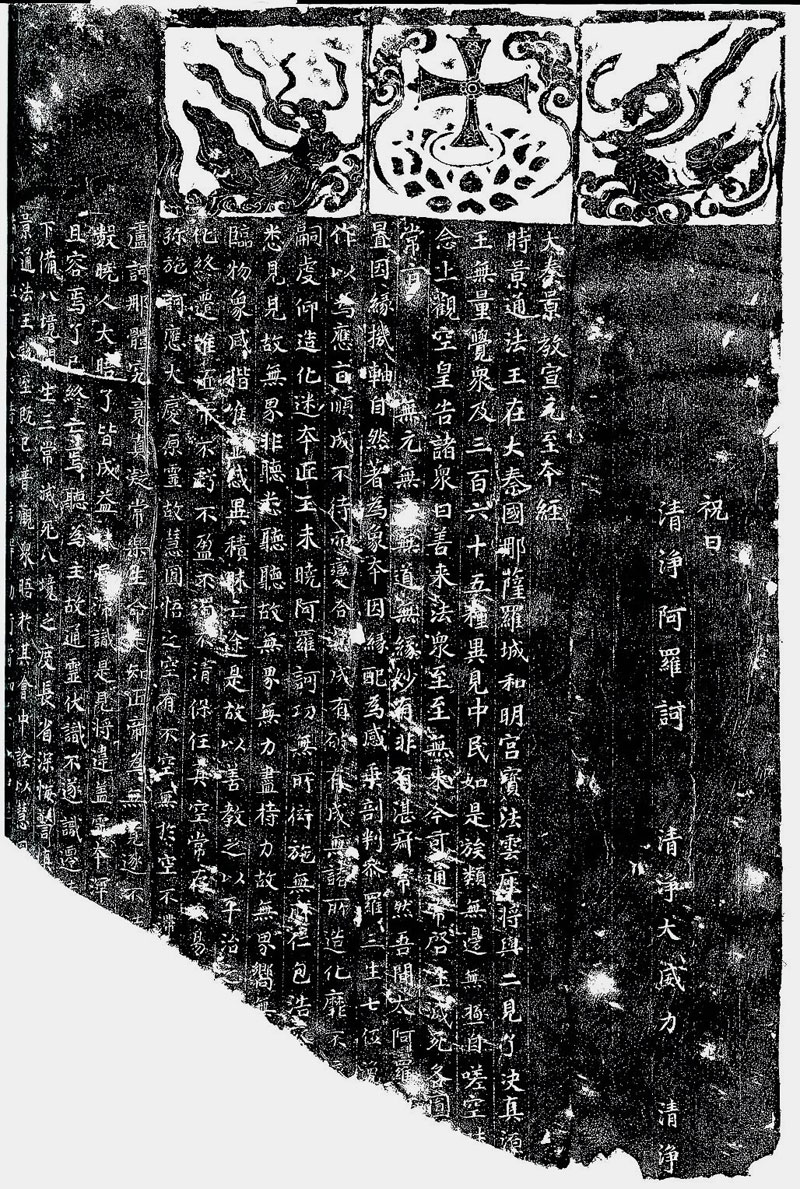